# Guareña (kommun)
Guareña är en kommun i Spanien.   Den ligger i provinsen Provincia de Badajoz och regionen Extremadura, i den centrala delen av landet, 270 km sydväst om huvudstaden Madrid. Antalet invånare är 7 289. Arean är 283 kvadratkilometer.
Terrängen i Guareña är platt norrut, men söderut är den kuperad.